# Endaka
Endaka (jap. 円高 en-daka; pol. wysoki/silny/drogi jen) – japońskie określenie wzrostu wartości jena względem walut zagranicznych; wysoki kurs jena wobec innych walut.

Wykres - stosunek jena do dolara w czasie

Z uwagi na silne uzależnienie gospodarki japońskiej od eksportu, aprecjacje jena wiążą się z pogorszeniem terms of trade (TOT) i utratą konkurencyjności – towary japońskie sprzedawane za granicą stają się coraz droższe, co zmusza firmy do obniżania kosztów produkcji i szukania oszczędności w celu poprawy atrakcyjności eksportu – niski kurs jena przez dłuższy czas może doprowadzić do recesji gospodarczej – endaka-fukyō (jap. 円高不況), pol. recesja/spadek/załamanie wysokiego/silnego jena). 

## Nazwa
Słowo „endaka” powstało w wyniku połączenia słów „en” (pol. jen) i „taka” (pol. wysoki/silny/drogi). Przeciwieństwem aprecjacji jena jest jego deprecjacja – „en-yasu” (jap. 円安, pol. niski/słaby/tani jen). 

## Historia
Jen został wprowadzony do obiegu w 1871 przez rząd Meiji. Nowa waluta oparta była na parytecie złota (1 jen = 1,5 gr złota = 1 dolar meksykański), jednak w praktyce bazowała na srebrze. Kiedy zwiększyła się podaż srebra, wartość jena spadła. Wówczas Japonia, podobnie jak kraje zachodnie, przyjęła standard złota, ustanawiając kurs 1 jen = 0,75 gr złota, co odpowiadało 50 centom amerykańskim. 
W 1917 w trakcie I wojny światowej, Japonia, jak inne kraje uczestniczące w wojnie, odeszła od systemu waluty złotej. Z powodu kryzysu gospodarczego próby powrotu w latach 30. XX wieku nie powiodły się. W 1949, po II wojnie światowej, bank Japonii przyjął sztywny kurs jena do dolara amerykańskiego na poziomie 360 jenów za jednego dolara – kurs ten był utrzymywany do końca 1970 roku. W 1971, po porozumieniu smithsońskim (ang. Smithsonian Agreement), kurs zmieniono na 308 jenów za dolara – nowy kurs utrzymano przez dwa lata. Kiedy w 1973 Stany Zjednoczone zdewaluowały dolara wobec złota, Japonia, podobnie jak i inne kraje, przyjęła płynny kurs walutowy. Przez kolejne dziesięć lat, kurs jena do dolara wahał się w przedziale 296–210 jenów za dolara – wówczas termin „endaka” na trwałe wszedł do języka japońskiego. 
Określenie „endaka” często bywało stosowane do okresu aprecjacji jena po 1985, tj. po zawarciu tzw. porozumienia z Plaza (ang. Plaza Accord) pomiędzy Francją, Niemcami Zachodnimi, Wielką Brytanią, Japonią i USA w celu osłabienia dolara względem marki niemieckiej i jena. W 1986 jen zyskał ponad 41% w stosunku do dolara, w 1987 kolejne 17% i prawie 13% w 1988. Doprowadziło do krótkotrwałej recesji – Endaka Fukyo I. Załamanie nie trwało długo – wskutek aprecjacji jena potaniał import surowców i towarów – ceny importu spadały szybciej niż eksportu – nie doszło do pogorszenia terms of trade (TOT), co pozwoliło na utrzymanie konkurencyjności eksportu. Jednocześnie rząd japoński prowadził ekspansywną politykę monetarną, obniżając podstawową stopę procentową z 5% na 2,5%, co przyczyniło się wprawdzie do pobudzenia popytu wewnętrznego, lecz w efekcie doprowadziło do powstania bańki na rynku nieruchomości i akcji nadmuchanej przez łatwo dostępne, tanie kredyty – okres ten nazywany jest Heisei Boom.  
Jen zyskiwał na wartości szczególnie szybko w latach 90. XX wieku – podczas gdy w 1990 za dolara płacono jeszcze 144 jeny, to w 1994 już tylko 88–96 jenów. W 1995 na fali kryzysu meksykańskiego oraz wskutek japońsko-amerykańskiego sporu handlowego w sprawie części samochodowych, wartość jena ponownie wzrosła – za jednego dolara płacono mniej niż 80 jenów. Tym razem okres Endaka Fukyo II (1991–1995) zbiegł się w czasie z pęknięciem bańki spekulacyjnej, jednak dzięki skoordynowanej akcji amerykańskiego i japońskiego banku centralnego, udało się doprowadzić do 35% deprecjacji jena w 1996. Wobec azjatyckiego kryzysu finansowego (1997) jen dalej tracił na wartości – za jednego dolara płacono wówczas ponad 140 jenów. Jednak wkrótce doszło do kolejnych aprecjacji, które w połączeniu z wewnętrzną polityką gospodarczą doprowadziły do stagnacji Endaka Fukyo III – wobec kryzysu Bank Japonii zaczął powiększać swoje rezerwy, a rząd zaprowadził ekspansywną politykę fiskalną. W 2004 Bank Japonii wycofał się z interwencji rynkowych. W 2008, na fali gwałtownie rosnących cen ropy naftowej, doszło do kolejnej aprecjacji jena, która zbiegła się w czasie z globalnym kryzysem finansowym.